# Nagyboldogasszony-templom (Kispest)
A kispesti Nagyboldogasszony-templom neogótikus stílusban épült római katolikus templom Kispesten, a Budapest XIX. kerületében. A templom mára Kispest egyik jelképévé vált.

## A templom

### Fekvése
A Nagyboldogasszony Főplébánia Budapest XIX. kerületében fekszik. A kerületen belül Kispest egyik főterén, a Templom téren van a templom, az Ady Endre úttól néhány lépésnyire.

### Története
Kispest régen Szentlőrincpusztához tartozott, és a mai templom helyén ekkor csak egy kis kápolna állt. Így hát nagy volt a lakosok öröme, amikor Peitler Antal József váci püspök Ribényi Antalt nevezte ki állandó pappá Kispestre. Először a plébánia épülete készült el, majd a templomnak is letették az alapkövét 1903. június 7-én. A templom védőszentje Szent Rudolf lett, e döntéshez hozzájárult, hogy nem sokkal korábban, 1889. január 30-án halt meg Rudolf trónörökös. Horváth József ceglédi esperes végezte a templom felszentelését 1904. október 23-án. A templom tervezője Hofhauser Antal volt. Ribényi Antalt halála után a templom kápolnájában helyezték végső nyugalomra. A második világháborúban több sérülést is szenvedett az épület, például ekkor semmisültek meg az ajtók felett lévő eredeti domborművek és egészen az 1999-es felújításig 22 lövedék ütötte nyom volt látható a templom falán. Ezen felül az eredeti toronyóra lapja is megsérült, így a szerkezet nem járt az 1999-es felújításig. 1955-ben pápai rendeletre Nagyboldogasszony lett a templom védőszentje. A templom kétmanuálos, hangversenyezésre is alkalmas orgonáját 1927-ben Rieger Ottó készítette Budapesten. 1995 és 2000 között Varga László vezetésével, Hock Bertalan tervei szerint felújították. A bejárat melletti szenteltvíztartó 1887-ből való. Belső festése 1981 és 1984 között készült. A külsőt 1998 és 2002 között újították fel.

### Védőszentjei
- Szent Rudolf (1904–1955)
- Szűz Mária (1955-től)

## A templom szobrai és domborművei

### A főbejárat domborművei
A főbejárat fölötti két dombormű Benedek György Munkácsy Mihály-díjas szobrászművész alkotása, amelyet az 1900-as millenniumra tervezett. Témája: Szent István hazánkat a Boldogasszony oltalmába ajánlja. Alatta az ajtó fölött pedig Szűz Mária látható a két életfával. A Szent Korona egyik hiányzó tűzzománc képének ábrázolása. A látható görög betűk pedig ezt jelentik, hogy Mária istenanya és, hogy A világ királynéja és Mária a kegyelemmel teljes. templom két oldalbejárata fölött az Angyali Üdvözlet és a Fájdalmas Anya jelenete látható.

## A templom különlegességei

### Az orgona
A régi kistemplomban méreténél fogva – és nem utolsósorban a szegénysége miatt – csupán egy harmónium szolgálta hangjával a liturgiát. Jellemző az akkori állapotokra, hogy amíg a leltár szerint a harmónium 500 koronát ért, addig a templom összes egyéb berendezésének (kelyhek, liturgikus ruhák, könyvek, padok stb.) együttes értéke nem haladta meg a 800 koronát.

### A templom kiadványa
A templomnak saját kiadványa is van, aminek a templom után, Nagyboldogasszony a neve. Ez általában egy néhány oldalas kis szórólap, amelyen általában egy, a bibliából idézett történet, néhány irodalmi írás (történet, vers), néhány hittudományi írás és a templom programramjai találhatók meg. A kiadvány 2000 óta jelenik meg.

## Hitélet

### Közösségek

#### Magnificat
A főplébánián működik 1997 szeptembere óta Kismamaklub. Kezdetben Baba-Mama klub néven a Plébániához tartozó Kisfaludy utcai Közösségi Házban hetente találkozott néhány, gyermekét váró kismama és kisgyermekes édesanya, majd később minden hónapban, annak második és negyedik csütörtökjén délelőtt a Közösségi Ház Kaszap István-termében. A Klub első anyukái azóta már 3–4 gyermekes édesanyaként is lelkes tagjai maradtak gyermekeikkel együtt a közösségnek, amely a Magnificat Kismamaklub elnevezést Szűz Mária tiszteletére 2002. szeptember 12-én kapta meg a Szent Szűz neve napján. A gyermekük keresztelésekor kapott intelem megfogadásához is segítséget nyújt ez a közösség. 

#### Mária Légió
A Mária Légió a római katolikus egyház – világiakból álló – apostoli mozgalma, amely a második világháború után terjedt el az egész világon. A Kispesti Nagyboldogasszony Főplébánián 1990 óta működik a Jó Tanács Anyja Praesidium. Lelki vezetője a plébánia plébánosa. A Praesidium szervezetileg közvetlenül a Magyar Mária Légió központjához tartozik. Tevékenységének irányítása alapvetően innen történik, beszámolási kötelezettségének ezen a helyen tesz eleget. A Praesidium tisztségviselőit a Magyar Mária-légió összejövetelein a légió vezetősége és a jelenlévők a szavazataikkal erősítik meg. A háttér imádkozó tagok saját maguk által, önként vállalt kötelező jelleggel és napi rendszerességgel otthonukban imával támogatják a Mária Légió céljait. Jelentkezésükkor a Praesidium elnökétől megkapják a Légió előre tervezett imaszándékait. Évenként általában egy alkalommal összejövetelt szerveznek számukra.

#### Kolping
A Kispesti Kolping Család Egyesület 1996-ban alakult. Első elnöke, Illés Emilné Pannika kezdeményezésére indult el Kispesten Gambár Máriával a Magyar Kolping Szövetség akkori körzeti elnökével 1996-ban. Fő céljuk ún. katolikus értékrendű közösség formálása. Jelenleg különböző programokat, nyaralásokat, kirándulásokat, karácsonyi összejövetelt, szilveszteri rendezvényt, előadásokat, Ki Mit Tud-ot, családos beszélgetéseket szerveznek.

#### Családi kör
Itt általában megszabott időpontokon családok találkozhatnak eszmecserére, beszélgetésre az őket érintő kérdésekről, szabadidős programok, zarándoklatok, kirándulások és színházlátogatás szervezéséről.

#### Ifjúsági Ének és Zenekar
Minden hónapban két szentmisén, elsőáldozás alkalmával, bérmáláskor, ifjúsági keresztúton szoktak gitározni a templom fiatal énekkara fellépésével. Pénteken 18 órai kezdettel jönnek össze a templom Kaszap István-termében gyakorolni.

#### Schönstatt Családmozgalom
A Magyar Schönstatt Családmozgalom a katolikus egyház egyik jelentős megújulási mozgalma. Neve egy németországi városka, Vallendar részének nevével azonos. Itt jött létre Kentenich József atya 1912-ben kezdődött nevelői tevékenységéből a mozgalom, és innen kiindulva terjedt el először Németországban, majd Európa több más országában, s végül mind az öt földrészen. Célja, hogy tagjaiban és tagjai által egyre inkább megújuljon a katolikus egyház: legyen élő keresztényekből épülő egyház, amelyet a szeretet alapvető ereje hordoz. A Schönstatt-családok a lehetőségek szerint évente egyhetes családnapokon vesznek részt, együtt a 10-15 egész család. Ezen a héten előadásokat hallgatnak, beszélgetnek, imádkoznak a résztvevők, időt szakítanak a házastársak egymás számára, a gyermekeik számára és kötődések jönnek létre az egyes családok között is.

### A közösségeken kívüli munka
Több iskolában van hittanoktatás világi hitoktatókkal. Közösségi termeikben is folyik általában hitoktatás. Több ifjúsági és házas csoport is működik, akiken keresztül kapcsolódnak a katolikus egyház különböző lelkiségi mozgalmaihoz is. A katolikus, a görögkatolikus, a református, az evangélikus és a baptista egyház, valamint a kerület önkormányzata 1992-ben létrehozta a Reménység Alapítványt, amely működteti a nyolcosztályos Reménység Két Tanítási Nyelvű Keresztény Általános Iskolát. Evvel jó példát mutat az ökumenikus együttműködésre. A Hunyadi utca 2–4.-ben lévő Szent Ignác Katolikus Egyetemi Kollégium működésében is részt vesz a főplébánia. A Kisfaludy utca 35.-ben működik a, szintén a templom által támogatott Unum Sanctissimae Trinitatis nővérek rendháza is. A templom támogatja a helyi Kazinczy-cserkészcsapatot, és több ilyen találkozó és rendezvény is van a templomban.